# Antoine-Elisée Cherbuliez
Antoine-Elisée Cherbuliez (Genf, 1797. július 29. – Zürich, 1869. március 7.) svájci liberalista nemzetgazda.

## Élete
1833-ban a jog és nemzetgazdaság tanára lett a genfi iskolában. Élénken részt vett a politikában, s emellett mint több folyóirat szerkesztője is tekintélyes befolyásra tett szert. Az 1846-os forradalom alkalmából, midőn pártját legyőzték, otthagyta tanszékét és Párizsba ment, ahol két hírlapjában erősen támadta a szocialistákat, kivált Proudhont. 1853-ban visszatért hazájába, ahol előbb a lausanne-i akadémián tanárkodott, majd a zürichi műegyetemen adott elő nemzetgazdaságtant.

## Nevezetesebb dolgozatai
- Théorie des garanties constitutionnelles (2. kötet, 1838)
- Riche ou pauvre. Exposition succincte des conditions actuelles de la distribution des richesses sociales (1840)
- Richesse ou pauvreté (1841)
- De la démocratie en Suisse (2 kötet, 1843)
- Simples notions de l'ordre social, á l'usage de tout le monde (1848)
- Le socialisme c'est la barbarie (Examen des questions sociales qu'a soulevées la révolution du 24. febr. 1848)
- Lettre à Proudhon sur le droit de propriété (1849)
- Le potage à la tortue (1849)
- Études sur les causes de la misère etc. (1853)
- Précis de la science économique (1862)